# La Brionne
 La Brionne  es una localidad y comuna de Francia, en la región de Lemosín, departamento de Creuse, en el distrito de Guéret y cantón de Saint-Vaury.
Su población en el censo de 1999 era de 354 habitantes.
Está integrada en la Communauté de communes de Guéret-Saint-Vaury.

## Demografía
| 252 | 278 | 280 | 317 | 348 | 354 |
| Para los censos de 1962 a 1999 la población legal corresponde a la población sin duplicidades (Fuente: INSEE [Consultar]) |     |     |     |     |     |